# Lagrave
Lagrave är en kommun i departementet Tarn i regionen Occitanien i södra Frankrike. Kommunen ligger i kantonen Gaillac som tillhör arrondissementet Albi. År 2022 hade Lagrave 2 275 invånare.

## Befolkningsutveckling
Antalet invånare i kommunen Lagrave
| Referens: INSEE |